# Ладинский, Пётр Антонович
Пётр Антонович Ладинский (1784 — 26 ноября 1865, Петровское, Ленинский район) — русский офицер, генерал-лейтенант, начальник гражданского управления Закавказского края.

## Биография
Происходил из дворян Роменского уезда Полтавской губернии. В военную службу вступил в 1801 году юнкером в 17-й егерский полк.
В 1802 году произведён в подпоручики и затем в 1803 и 1804 годах находился в походах к Гяндже (Елисаветполю), а в 1805 сражался с персами в Карабахе, был в бою на реке Аскеране и при штурме Шахбулака был ранен. В 1809 году он находился в Западном Закавказье на пограничных кордонах с целью недопущения прорыва персидской армии в Грузию. За отличия во время русско-персидской войны был в 1810 году произведён в капитаны.
В том же 1810 году он был назначен управляющим Шамшадильской областью и со вверенными ему крайне незначительными силами сумел отразить вторжение персидских войск под командованием сына шаха Али-шах-заде. В 1811 году за отличие получил чин майора.
В кампании 1812 года Ладинский, в чине подполковника, снова находился в Грузии, где сражался с грузинскими мятежниками царевича Александра и в 1813 году был в походе из Тифлиса в Гюлистан, где находился при заключении мира с Персией.
В 1816 году Ладинский был произведён в полковники и назначен командиром 7-го карабинерного (бывшего 17-го егерского, впоследствии Эриванского гренадерского) полка. В 1822 году, за болезнью оставил занимаемую должность и назначен состоять при Кавказской армии, однако полк сдал новому командиру только в январе следующего года.
В 1830 году Ладинский был назначен помощником окружного генерала 7-го округа Внутренней стражи, в 1831 году получил должность помощника генерал-интенданта 1-й армии, в 1834 году назначен полевым генерал-провиантмейстером 1-й армии и в 1835 году произведён в генерал-майоры. В 1842 году он сопровождал князя Чернышёва во время объезда им Закавказских владений Российской империи.
Пожалованный орденами св. Станислава 1-й степени (в 1839 году), св. Георгия 4-й степени (5 декабря 1841 года, № 6403 по кавалерскому списку Григоровича — Степанова) и св. Анны 1-й степени (в 1843 году), Ладинский в 1845 году был произведён в генерал-лейтенанты, с состоянием по армии, и назначен начальником гражданского управления Закавказского края, в 1846 году награждён орденом св. Владимира 2-й степени.
Высочайшим указом Правительствующему Сенату от 8 февраля 1847 года Ладинский был уволен от службы по совершенно расстроенному здоровью, а на его должность был назначен князь В. О. Бебутов.
В отставке Ладинский поселился в своём имении селе Петровском Феодосийского уезда, общался с покорителем Закавказья П. С. Котляревским, проживающим в Феодосии.
Там он и скончался 26 ноября 1865 года. Надпись на могиле: Ладинский Петр Антонович,1784—1865.11.26,† с. Петровское Керченского благочиния, под Рождество-Богородицкой церковью, им построенной, ген.-лейтенант.